# Patronage Anne-Frank
Le patronage Anne-Frank  est une ancienne aire de jeux située à Somain, dans le Nord, en France, dans le quartier de la fosse De Sessevalle, sur un terrain compris entre la chapelle Sainte-Barbe, la rue d'Entrevaux, et la rue de Saint-André. Construit dans les années 1950, le site est abandonné après la fermeture de la fosse, puis quelques années plus tard remplacé à un kilomètre par le parc Anne-Frank. Un défrichement survenu en octobre 2022 remet à jour d'ancien jeux. Un lotissement est ensuite bâti sur le site.

Quelques vestiges des jeux, en octobre 2022
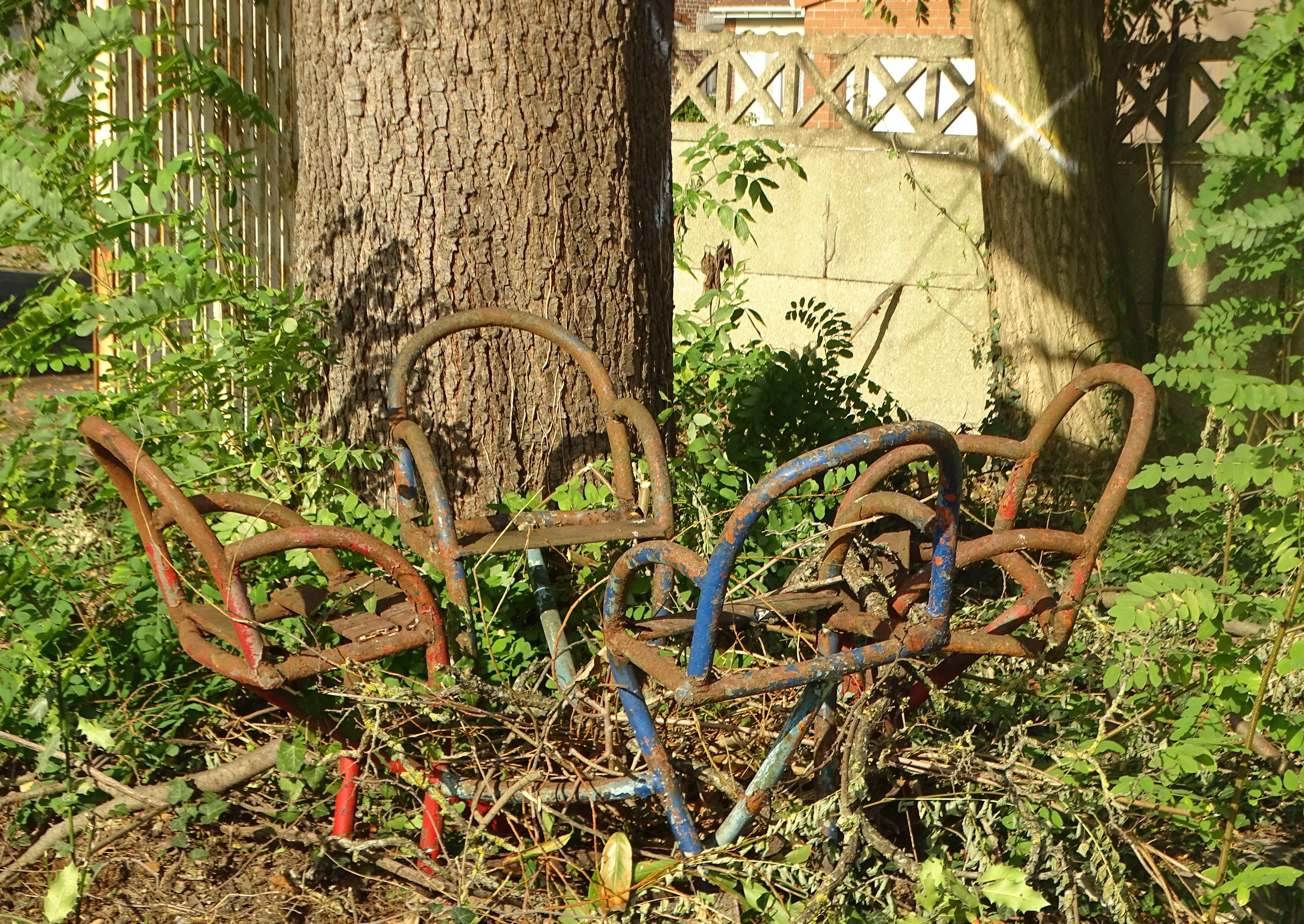
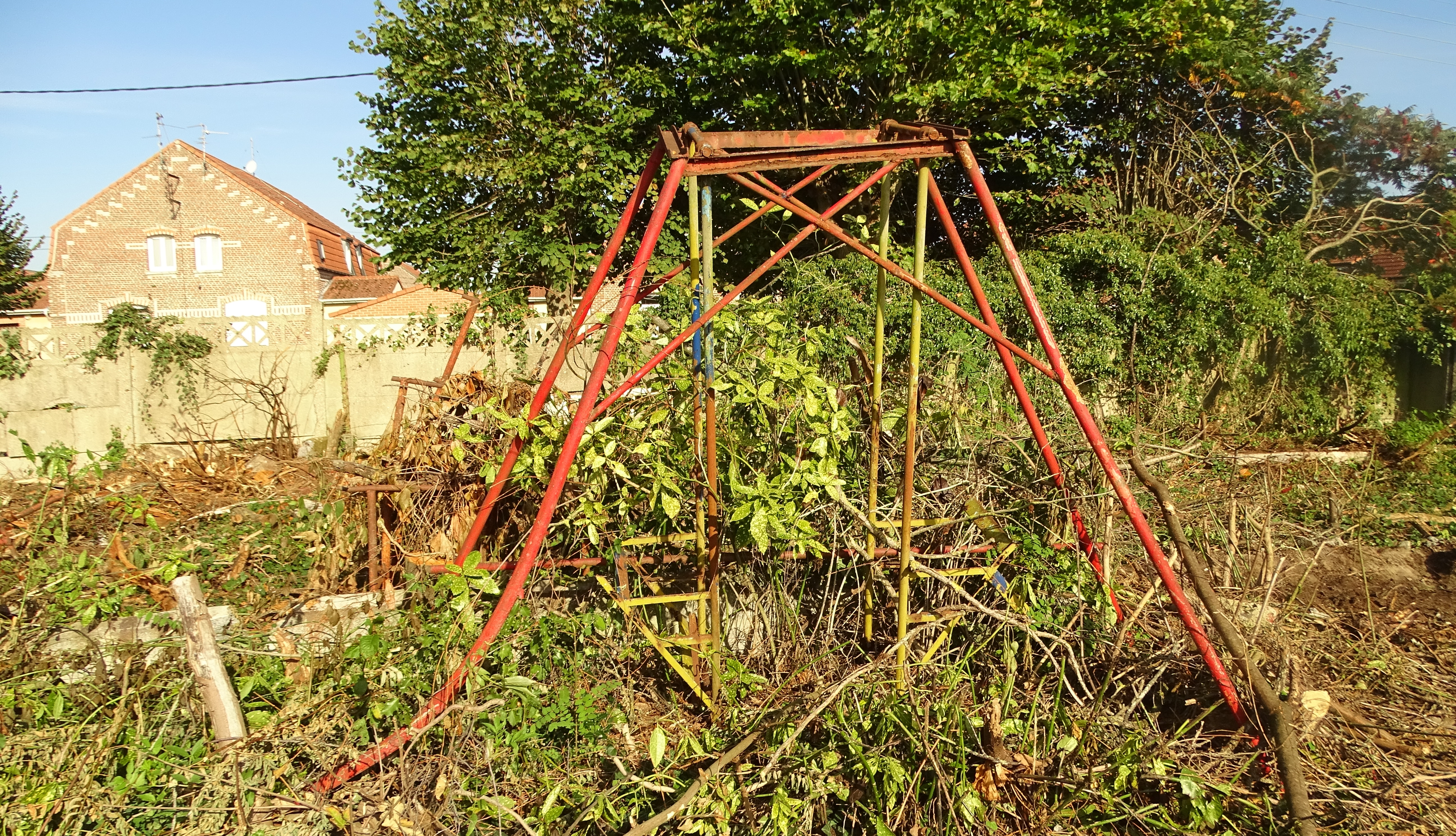
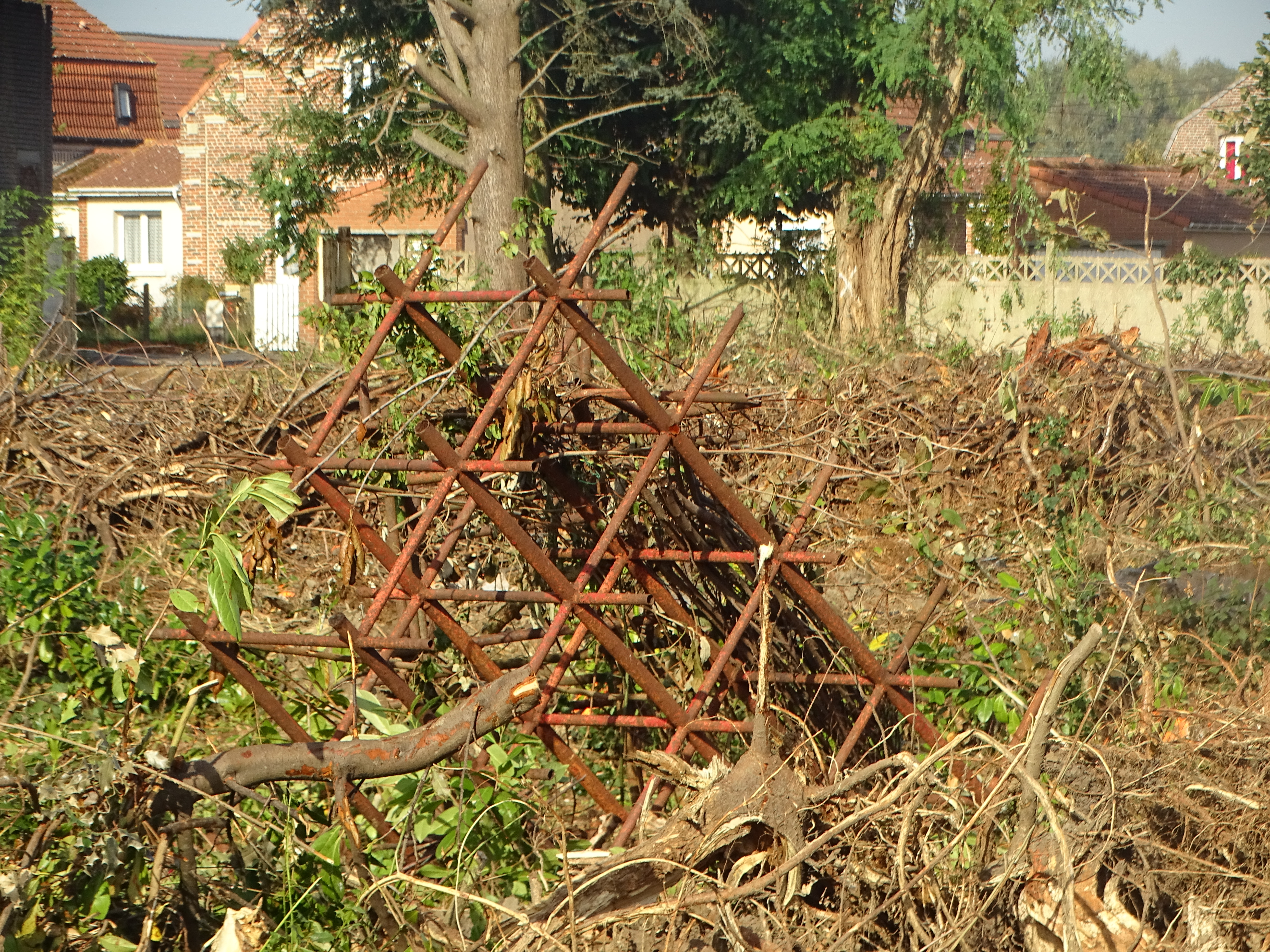
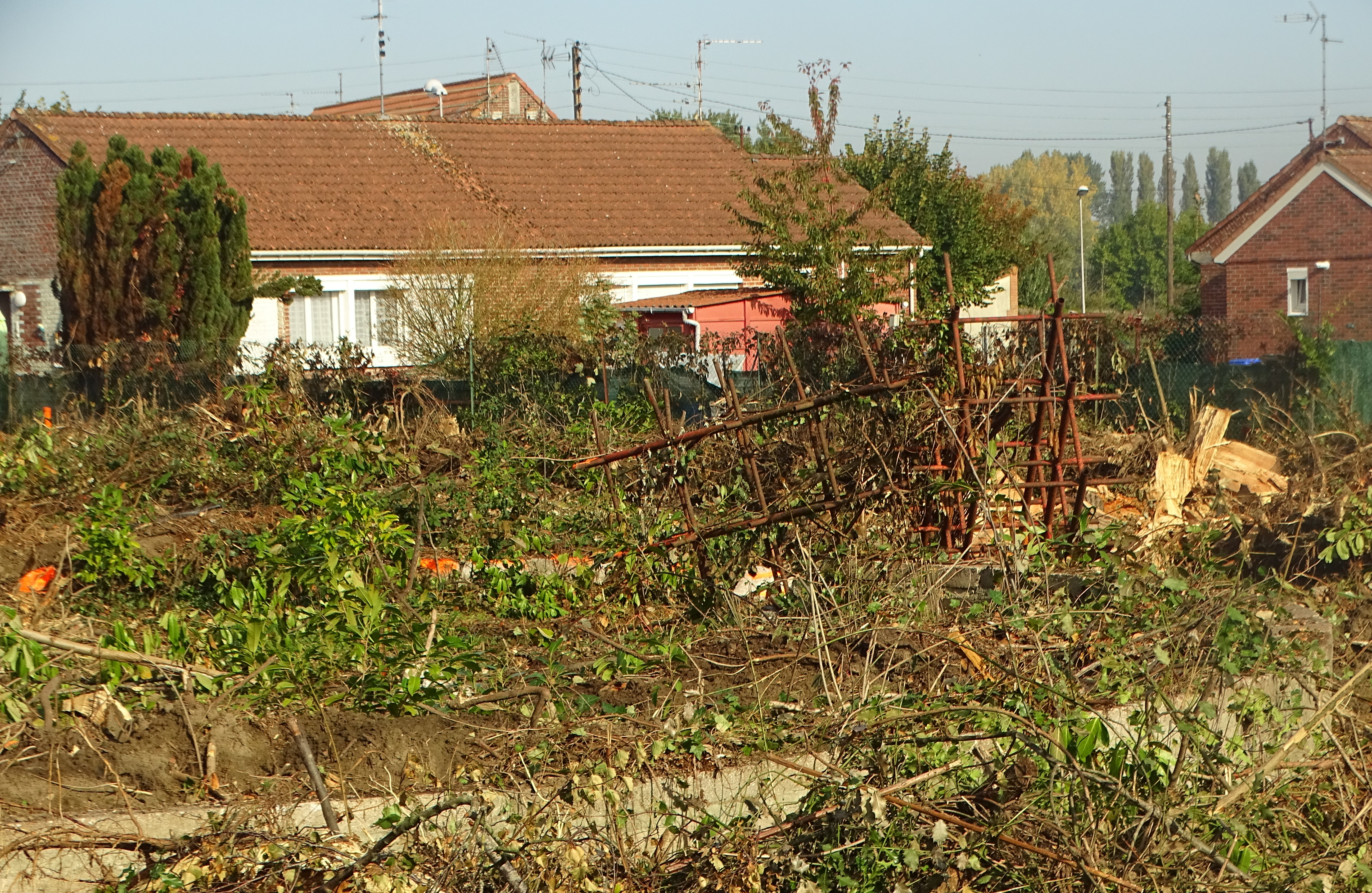